# 腾龙街道
腾龙街道是中华人民共和国贵州省黔西南布依族苗族自治州晴隆县下辖的一个街道办事处。

## 行政区划
腾龙街道下辖以下村级行政区划单位：
腾龙社区、温水井社区、五田社区、西竹社区、蒋坝营社区、大兴田社区。